# Hartmut Pelka
Hartmut Pelka (Hohenmölsen, 11 de marzo de 1957 - Braunsbedra, 23 de julio de 2014) fue un futbolista alemán que jugaba en la demarcación de delantero.

## Biografía
Se formó en las categorías inferiores del Hallescher FC desde los once años. Ya en 1974 se hizo con sus servicios el FC Sachsen Leipzig. Jugó en el club durante tres temporadas, llegando a anotar 28 goles en 48 partidos jugados. En 1977 fue traspasado al Dynamo de Berlín. Dos años después de su debut jugó la Copa de la UEFA, quedando eliminado en primera ronda contra el Estrella Roja de Belgrado. Además ganó la Oberliga ese mismo año. Los tres años siguientes disputó la Copa de Europa, quedando eliminado en octavos de final los dos primeros años, y en primera ronda en el último año. Además durante estos tres años volvió a ganar la Oberliga. Finalmente en 1982 se retiró como futbolista para dedicarse al cargo de entrenador de la cantera del club durante ocho años. En 2007, y hasta 2009, fue el segundo entrenador del SV Braunsbedra. 
Falleció el 23 de julio de 2014 en la localidad de Braunsbedra a los 57 años de edad tras luchar contra el cáncer.

## Clubes
| Club               | País              | Año         | Partidos | Goles |
| ------------------ | ----------------- | ----------- | -------- | ----- |
| FC Sachsen Leipzig | Alemania Oriental | 1974 - 1977 | 48       | 28    |
| Dynamo de Berlín   | Alemania Oriental | 1977 - 1982 | 67       | 27    |

## Palmarés

### Campeonatos nacionales
| Título   | Club             | País     | Año  |
| -------- | ---------------- | -------- | ---- |
| Oberliga | Dynamo de Berlín | Alemania | 1979 |
| Oberliga | Dynamo de Berlín | Alemania | 1980 |
| Oberliga | Dynamo de Berlín | Alemania | 1981 |
| Oberliga | Dynamo de Berlín | Alemania | 1982 |